# 米爾納多利納 (巴拉克列亞區)
49°19′23″N 37°1′45″E / 49.32306°N 37.02917°E
米爾納-多利納（烏克蘭語：Мирна Долина）是位於烏克蘭東部的村莊，由哈爾科夫州伊久姆區的薩溫齊市鎮負責管轄。該村始建於1726年，面積0.2平方公里，海拔高度81米，2001年人口28，人口密度每平方公里138.6人。